# Liste der Stolpersteine in Schotten
Die Liste der Stolpersteine in Schotten enthält die Stolpersteine, die im Rahmen des gleichnamigen Kunst-Projekts von Gunter Demnig in Schotten verlegt wurden. Mit ihnen soll an die Opfer des Nationalsozialismus erinnert werden, die in Schotten lebten und wirkten.

## Schotten
| Name                    | Adresse              | Bild | Inschrift                               | Verlegedatum  | Biografie und Anmerkungen |
| ----------------------- | -------------------- | --- | --------------------------------------- | ------------- | ------------------------- |
| Betty Stern             | Färbergasse          | Bild gesucht Der Benutzer GeorgDerReisende ( Diskussion ) wünscht sich an dieser Stelle ein Bild vom Ort mit diesen Koordinaten 50.502509 9.124887 . Motiv: Färbergasse, Ecke Vogelsbergstraße 138: Stolperstein für Betty Stern, die Lage und das Haus Falls du dabei helfen möchtest, erklärt die Anleitung , wie das geht. BW                         | Hier wohnte Betty Stern ...             | 5. Okt. 2015  |                           |
| Sally Kahn              | Gederner Straße 6    | Bild gesucht Der Benutzer GeorgDerReisende ( Diskussion ) wünscht sich an dieser Stelle ein Bild vom Ort mit diesen Koordinaten 50.499184 9.122044 . Motiv: Gederner Straße 6: Stolperstein für Familie Kahn, die Lage und das Haus Falls du dabei helfen möchtest, erklärt die Anleitung , wie das geht. BW                                             | Hier wohnte Sally Kahn ...              | 5. Okt. 2015  |                           |
| Lieselotte Kahn         | Gederner Straße 6    | Bild gesucht Die Wikipedia wünscht sich an dieser Stelle ein Bild vom hier behandelten Ort. Falls du dabei helfen möchtest, erklärt die Anleitung , wie das geht. BW | Hier wohnte Lieselotte Kahn ...         | 5. Okt. 2015  |                           |
| Dr. Wilhelm Seuling     | Gederner Straße 8    | Bild gesucht Der Benutzer GeorgDerReisende ( Diskussion ) wünscht sich an dieser Stelle ein Bild vom Ort mit diesen Koordinaten 50.49908 9.121981 . Motiv: Gederner Straße 8: Stolperstein für Familie Seuling, die Lage und das Haus Falls du dabei helfen möchtest, erklärt die Anleitung , wie das geht. BW                                           | Hier wohnte Wilhelm Seuling             | 7. Nov. 2018  |                           |
| Anna Seuling            | Gederner Straße 8    | Bild gesucht Die Wikipedia wünscht sich an dieser Stelle ein Bild vom hier behandelten Ort. Falls du dabei helfen möchtest, erklärt die Anleitung , wie das geht. BW | Hier wohnte Anna Seuling ...            | 7. Nov. 2018  |                           |
| Nathan Katz             | Karlstraße 9         | Bild gesucht Der Benutzer GeorgDerReisende ( Diskussion ) wünscht sich an dieser Stelle ein Bild vom Ort mit diesen Koordinaten 50.505017 9.12386 . Motiv: Karlstraße 9: Stolpersteine für Familie Katz, die Lage und das Haus Falls du dabei helfen möchtest, erklärt die Anleitung , wie das geht. BW                                                  | Hier wohnte Nathan Katz ...             | 15. Aug. 2014 |                           |
| Selma Katz              | Karlstraße 9         | Bild gesucht Die Wikipedia wünscht sich an dieser Stelle ein Bild vom hier behandelten Ort. Falls du dabei helfen möchtest, erklärt die Anleitung , wie das geht. BW | Hier wohnte Selma Katz ...              | 15. Aug. 2014 |                           |
| Pauline Katz            | Karlstraße 9         | Bild gesucht Die Wikipedia wünscht sich an dieser Stelle ein Bild vom hier behandelten Ort. Falls du dabei helfen möchtest, erklärt die Anleitung , wie das geht. BW | Hier wohnte Pauline Katz ...            | 15. Aug. 2014 |                           |
| Max Katz                | Karlstraße 9         | Bild gesucht Die Wikipedia wünscht sich an dieser Stelle ein Bild vom hier behandelten Ort. Falls du dabei helfen möchtest, erklärt die Anleitung , wie das geht. BW | Hier wohnte Max Katz ...                | 21. Juni 2019 |                           |
| Isaak Essinger          | Karlstraße 20        | Bild gesucht Der Benutzer GeorgDerReisende ( Diskussion ) wünscht sich an dieser Stelle ein Bild vom Ort mit diesen Koordinaten 50.504522 9.123638 . Motiv: Karlstraße 20: Stolperstein für Isaak Essinger, die Lage und das Haus Falls du dabei helfen möchtest, erklärt die Anleitung , wie das geht. BW                                               | Hier wohnte Isaak Essinger ...          | 5. Okt. 2015  |                           |
| Hans Winter             | Karl-Weber-Straße 16 | Bild gesucht Der Benutzer GeorgDerReisende ( Diskussion ) wünscht sich an dieser Stelle ein Bild vom Ort mit diesen Koordinaten 50.49908 9.121981 . Motiv: Karl-Weber-Straße 16 (an der Zufahrt zur zum alten Krankenhaus): Stolperstein für Hans Winter, die Lage und das Haus Falls du dabei helfen möchtest, erklärt die Anleitung , wie das geht. BW | Hier wohnte Hans Winter ...             | 7. Nov. 2018  |                           |
| Albert Wolff            | Ludwigstraße 16      | Bild gesucht Der Benutzer GeorgDerReisende ( Diskussion ) wünscht sich an dieser Stelle ein Bild vom Ort mit diesen Koordinaten 50.503557 9.124897 . Motiv: Ludwigstraße 16: Stolpersteine für Familie Wolff, Hannelore Wolf und Karl Stern, die Lage und das Haus Falls du dabei helfen möchtest, erklärt die Anleitung , wie das geht. BW              | Hier wohnte Albert Wolff ...            | 5. Okt. 2015  |                           |
| Selta Wolff             | Ludwigstraße 16      | Bild gesucht Die Wikipedia wünscht sich an dieser Stelle ein Bild vom hier behandelten Ort. Falls du dabei helfen möchtest, erklärt die Anleitung , wie das geht. BW | Hier wohnte Selta Wolff ...             | 5. Okt. 2015  |                           |
| Lieselotte Wolff        | Ludwigstraße 16      | Bild gesucht Die Wikipedia wünscht sich an dieser Stelle ein Bild vom hier behandelten Ort. Falls du dabei helfen möchtest, erklärt die Anleitung , wie das geht. BW | Hier wohnte Lieselotte Wolff ...        | 5. Okt. 2015  |                           |
| Hannelore Wolf          | Ludwigstraße 16      | Bild gesucht Die Wikipedia wünscht sich an dieser Stelle ein Bild vom hier behandelten Ort. Falls du dabei helfen möchtest, erklärt die Anleitung , wie das geht. BW | Hier wohnte Hannelore Wolf ...          | 7. Nov. 2018  |                           |
| Karl Stern              | Ludwigstraße 16      | Bild gesucht Die Wikipedia wünscht sich an dieser Stelle ein Bild vom hier behandelten Ort. Falls du dabei helfen möchtest, erklärt die Anleitung , wie das geht. BW | Hier wohnte Karl Stern ...              | 7. Nov. 2018  |                           |
| Leopold Stern           | Ludwigstraße 18      | Bild gesucht Der Benutzer GeorgDerReisende ( Diskussion ) wünscht sich an dieser Stelle ein Bild vom Ort mit diesen Koordinaten 50.503521 9.124856 . Motiv: Ludwigstraße 18: Stolpersteine für Familie Stern, die Lage und das Haus Falls du dabei helfen möchtest, erklärt die Anleitung , wie das geht. BW                                             | Hier wohnte Leopold Stern ...           | 21. Juni 2019 |                           |
| Elisabethe Frieda Stern | Ludwigstraße 18      | Bild gesucht Die Wikipedia wünscht sich an dieser Stelle ein Bild vom hier behandelten Ort. Falls du dabei helfen möchtest, erklärt die Anleitung , wie das geht. BW | Hier wohnte Elisabethe Frieda Stern ... | 21. Juni 2019 |                           |
| Amalie Stern            | Ludwigstraße 18      | Bild gesucht Die Wikipedia wünscht sich an dieser Stelle ein Bild vom hier behandelten Ort. Falls du dabei helfen möchtest, erklärt die Anleitung , wie das geht. BW | Hier wohnte Amalie Stern ...            | 21. Juni 2019 |                           |
| Familie Hess            | Ludwigstraße 23      | Bild gesucht Der Benutzer GeorgDerReisende ( Diskussion ) wünscht sich an dieser Stelle ein Bild vom Ort mit diesen Koordinaten 50.503725 9.124988 . Motiv: Ludwigstraße 23: Stolpersteine für Familie Hess, die Lage und das Haus Falls du dabei helfen möchtest, erklärt die Anleitung , wie das geht. BW                                              |                                         | 7. Nov. 2018  |                           |
| Ludwig Kaufmann         | Marktstraße 5        | Bild gesucht Der Benutzer GeorgDerReisende ( Diskussion ) wünscht sich an dieser Stelle ein Bild vom Ort mit diesen Koordinaten 50.502839 9.124044 . Motiv: Marktstraße 5: Stolperstein für Ludwig Kaufmann, die Lage und das Haus Falls du dabei helfen möchtest, erklärt die Anleitung , wie das geht. BW                                              | Hier wohnte Ludwig Kaufmann ...         | 21. Juni 2019 |                           |
| Moritz Blum             | Marktstraße 12       | Bild gesucht Der Benutzer GeorgDerReisende ( Diskussion ) wünscht sich an dieser Stelle ein Bild vom Ort mit diesen Koordinaten 50.503146 9.124107 . Motiv: Marktstraße 12: Stolperstein für Moritz Blum, die Lage und das Haus Falls du dabei helfen möchtest, erklärt die Anleitung , wie das geht. BW                                                 | Hier wohnte Moritz Blum ...             | 15. Aug. 2014 |                           |
| Hermann Bauer           | Marktstraße 24       | Bild gesucht Der Benutzer GeorgDerReisende ( Diskussion ) wünscht sich an dieser Stelle ein Bild vom Ort mit diesen Koordinaten 50.503444 9.124118 . Motiv: Marktstraße 24: Stolpersteine für Hermann Bauer, Familie Ludwig, Selma und Clemmi Stern, die Lage und das Haus Falls du dabei helfen möchtest, erklärt die Anleitung , wie das geht. BW      | Hier wohnte Hermann Bauer ...           | 7. Nov. 2018  |                           |
| Familie Ludwig          | Marktstraße 24       | Bild gesucht Die Wikipedia wünscht sich an dieser Stelle ein Bild vom hier behandelten Ort. Falls du dabei helfen möchtest, erklärt die Anleitung , wie das geht. BW | ...                                     | 21. Juni 2019 |                           |
| ...                     | Marktstraße 24       | Bild gesucht Die Wikipedia wünscht sich an dieser Stelle ein Bild vom hier behandelten Ort. Falls du dabei helfen möchtest, erklärt die Anleitung , wie das geht. BW | ...                                     | 21. Juni 2019 |                           |
| Selma Stern             | Marktstraße 24       | Bild gesucht Die Wikipedia wünscht sich an dieser Stelle ein Bild vom hier behandelten Ort. Falls du dabei helfen möchtest, erklärt die Anleitung , wie das geht. BW | Hier wohnte Selma Stern ...             | 21. Juni 2019 |                           |
| Clemmi Stern            | Marktstraße 24       | Bild gesucht Die Wikipedia wünscht sich an dieser Stelle ein Bild vom hier behandelten Ort. Falls du dabei helfen möchtest, erklärt die Anleitung , wie das geht. BW | Hier wohnte Clemmi Stern ...            | 21. Juni 2019 |                           |
| Moritz Katz             | Marktstraße 31       | Bild gesucht Der Benutzer GeorgDerReisende ( Diskussion ) wünscht sich an dieser Stelle ein Bild vom Ort mit diesen Koordinaten 50.503845 9.124328 . Motiv: Marktstraße 31: Stolperstein für Familie Katz, die Lage und das Haus Falls du dabei helfen möchtest, erklärt die Anleitung , wie das geht. BW                                                | Hier wohnte Moritz Katz ...             | 15. Aug. 2014 |                           |
| Rosa Katz               | Marktstraße 31       | Bild gesucht Die Wikipedia wünscht sich an dieser Stelle ein Bild vom hier behandelten Ort. Falls du dabei helfen möchtest, erklärt die Anleitung , wie das geht. BW | Hier wohnte Rosa Katz ...               | 15. Aug. 2014 |                           |
| Gustav Katz             | Marktstraße 31       | Bild gesucht Die Wikipedia wünscht sich an dieser Stelle ein Bild vom hier behandelten Ort. Falls du dabei helfen möchtest, erklärt die Anleitung , wie das geht. BW | Hier wohnte Gustav Katz ...             | 5. Okt. 2015  |                           |
| Leopold Stern           | Marktstraße 38       | Bild gesucht Der Benutzer GeorgDerReisende ( Diskussion ) wünscht sich an dieser Stelle ein Bild vom Ort mit diesen Koordinaten 50.503988 9.12369 . Motiv: Marktstraße 38: Stolpersteine für Familie Stern und Auguste Goldschmidt, die Lage und das Haus Falls du dabei helfen möchtest, erklärt die Anleitung , wie das geht. BW                       | Hier wohnte Leopold Stern ...           | 15. Aug. 2014 |                           |
| Settchen Stern          | Marktstraße 38       | Bild gesucht Die Wikipedia wünscht sich an dieser Stelle ein Bild vom hier behandelten Ort. Falls du dabei helfen möchtest, erklärt die Anleitung , wie das geht. BW | Hier wohnte Settchen Stern ...          | 15. Aug. 2014 |                           |
| Salo Stern              | Marktstraße 38       | Bild gesucht Die Wikipedia wünscht sich an dieser Stelle ein Bild vom hier behandelten Ort. Falls du dabei helfen möchtest, erklärt die Anleitung , wie das geht. BW | Hier wohnte Salo Stern ...              | 15. Aug. 2014 |                           |
| Hedwig Stern            | Marktstraße 38       | Bild gesucht Die Wikipedia wünscht sich an dieser Stelle ein Bild vom hier behandelten Ort. Falls du dabei helfen möchtest, erklärt die Anleitung , wie das geht. BW | Hier wohnte Hedwig Stern ...            | 15. Aug. 2014 |                           |
| Auguste Goldschmidt     | Marktstraße 38       | Bild gesucht Die Wikipedia wünscht sich an dieser Stelle ein Bild vom hier behandelten Ort. Falls du dabei helfen möchtest, erklärt die Anleitung , wie das geht. BW | Hier wohnte Auguste Goldschmidt ...     | 7. Nov. 2018  |                           |
| Kaufmann Löb            | Marktstraße 65       | Bild gesucht Der Benutzer GeorgDerReisende ( Diskussion ) wünscht sich an dieser Stelle ein Bild vom Ort mit diesen Koordinaten 50.504046 9.123622 . Motiv: Marktstraße 65: Stolperstein für Familie Löb, die Lage und das Haus Falls du dabei helfen möchtest, erklärt die Anleitung , wie das geht. BW                                                 | Hier wohnte Kaufmann Löb ...            | 15. Aug. 2014 |                           |
| Ida Löb                 | Marktstraße 65       | Bild gesucht Die Wikipedia wünscht sich an dieser Stelle ein Bild vom hier behandelten Ort. Falls du dabei helfen möchtest, erklärt die Anleitung , wie das geht. BW | Hier wohnte Ida Löb ...                 | 15. Aug. 2014 |                           |
| Moritz Eckstein         | Petersiliengasse 12  | Bild gesucht Der Benutzer GeorgDerReisende ( Diskussion ) wünscht sich an dieser Stelle ein Bild vom Ort mit diesen Koordinaten 50.501118 9.124038 . Motiv: Petersiliengasse 12: Stolpersteine für Familie Eckstein, die Lage und das Haus Falls du dabei helfen möchtest, erklärt die Anleitung , wie das geht. BW                                      | Hier wohnte Moritz Eckstein ...         | 15. Aug. 2014 |                           |
| Bella Eckstein          | Petersiliengasse 12  | Bild gesucht Die Wikipedia wünscht sich an dieser Stelle ein Bild vom hier behandelten Ort. Falls du dabei helfen möchtest, erklärt die Anleitung , wie das geht. BW | Hier wohnte Bella Eckstein ...          | 15. Aug. 2014 |                           |
| Jakob Eckstein          | Petersiliengasse 12  | Bild gesucht Die Wikipedia wünscht sich an dieser Stelle ein Bild vom hier behandelten Ort. Falls du dabei helfen möchtest, erklärt die Anleitung , wie das geht. BW | Hier wohnte Jakob Eckstein ...          | 15. Aug. 2014 |                           |
| ... Eckstein            | Petersiliengasse 12  | Bild gesucht Die Wikipedia wünscht sich an dieser Stelle ein Bild vom hier behandelten Ort. Falls du dabei helfen möchtest, erklärt die Anleitung , wie das geht. BW | Hier wohnte ...                         | 7. Nov. 2018  |                           |
| Lion Kahn               | Vogelsbergstraße 57  | Bild gesucht Der Benutzer GeorgDerReisende ( Diskussion ) wünscht sich an dieser Stelle ein Bild vom Ort mit diesen Koordinaten 50.500309 9.121645 . Motiv: Vogelsbergstraße 57: Stolpersteine für Lion Kahn und Rosi Lewinski, die Lage und das Haus Falls du dabei helfen möchtest, erklärt die Anleitung , wie das geht. BW                           | Hier wohnte Lion Kahn ...               | 5. Okt. 2015  |                           |
| Rosi Lewinski           | Vogelsbergstraße 57  | Bild gesucht Die Wikipedia wünscht sich an dieser Stelle ein Bild vom hier behandelten Ort. Falls du dabei helfen möchtest, erklärt die Anleitung , wie das geht. BW | Hier wohnte Rosi Lewinski ...           | 7. Nov. 2018  |                           |
| Julius Kahn             | Vogelsbergstraße 59  | Bild gesucht Der Benutzer GeorgDerReisende ( Diskussion ) wünscht sich an dieser Stelle ein Bild vom Ort mit diesen Koordinaten 50.500423 9.121818 . Motiv: Vogelsbergstraße 59 (oder gegenüber): Stolperstein für Julius Kahn, die Lage und das Haus Falls du dabei helfen möchtest, erklärt die Anleitung , wie das geht. BW                           | Hier wohnte Julius Kahn ...             | 21. Juni 2019 |                           |
| Käthchen Strauss        | Vogelsbergstraße 63  | Bild gesucht Der Benutzer GeorgDerReisende ( Diskussion ) wünscht sich an dieser Stelle ein Bild vom Ort mit diesen Koordinaten 50.500687 9.122249 . Motiv: Vogelsbergstraße 63: Stolperstein für Käthchen Strauss, die Lage und das Haus Falls du dabei helfen möchtest, erklärt die Anleitung , wie das geht. BW                                       | Hier wohnte Käthchen Strauss ...        | 5. Okt. 2015  |                           |
| Adolf Heinlein          | Vogelsbergstraße 73  | Bild gesucht Der Benutzer GeorgDerReisende ( Diskussion ) wünscht sich an dieser Stelle ein Bild vom Ort mit diesen Koordinaten 50.501291 9.123297 . Motiv: Vogelsbergstraße 73: Stolpersteine für Familie Heinlein, die Lage und das Haus Falls du dabei helfen möchtest, erklärt die Anleitung , wie das geht. BW                                      | Hier wohnte Adolf Heinlein ...          | 7. Nov. 2018  |                           |
| Paul Heinlein           | Vogelsbergstraße 73  | Bild gesucht Die Wikipedia wünscht sich an dieser Stelle ein Bild vom hier behandelten Ort. Falls du dabei helfen möchtest, erklärt die Anleitung , wie das geht. BW | Hier wohnte Paul Heinlein ...           | 7. Nov. 2018  |                           |
| Familie Hamburger       | Vogelsbergstraße 79  | Bild gesucht Der Benutzer GeorgDerReisende ( Diskussion ) wünscht sich an dieser Stelle ein Bild vom Ort mit diesen Koordinaten 50.5017 9.124014 . Motiv: Vogelsbergstraße 79: Stolperstein für Familie Hamburger, die Lage und das Haus Falls du dabei helfen möchtest, erklärt die Anleitung , wie das geht. BW                                        | ...                                     | 21. Juni 2019 |                           |
| ...                     | Vogelsbergstraße 79  | Bild gesucht Die Wikipedia wünscht sich an dieser Stelle ein Bild vom hier behandelten Ort. Falls du dabei helfen möchtest, erklärt die Anleitung , wie das geht. BW | ...                                     | 21. Juni 2019 |                           |
| Familie Goldschmidt     | Vogelsbergstraße 85  | Bild gesucht Der Benutzer GeorgDerReisende ( Diskussion ) wünscht sich an dieser Stelle ein Bild vom Ort mit diesen Koordinaten 50.502055 9.124083 . Motiv: Vogelsbergstraße 85: Stolpersteine für Familie Goldschmidt, die Lage und das Haus Falls du dabei helfen möchtest, erklärt die Anleitung , wie das geht. BW                                   | ...                                     | 21. Juni 2019 |                           |
| ...                     | Vogelsbergstraße 85  | Bild gesucht Die Wikipedia wünscht sich an dieser Stelle ein Bild vom hier behandelten Ort. Falls du dabei helfen möchtest, erklärt die Anleitung , wie das geht. BW | ...                                     | 21. Juni 2019 |                           |
| Sally Kaufmann          | Vogelsbergstraße 102 | Bild gesucht Der Benutzer GeorgDerReisende ( Diskussion ) wünscht sich an dieser Stelle ein Bild vom Ort mit diesen Koordinaten 50.50131 9.123126 . Motiv: Vogelsbergstraße 102: Stolperstein für Sally Kaufmann, die Lage und das Haus Falls du dabei helfen möchtest, erklärt die Anleitung , wie das geht. BW                                         | Hier wohnte Sally Kaufmann ...          | 5. Okt. 2015  |                           |
| Adolf Bauer             | Vogelsbergstraße 117 | Bild gesucht Der Benutzer GeorgDerReisende ( Diskussion ) wünscht sich an dieser Stelle ein Bild vom Ort mit diesen Koordinaten 50.502543 9.125242 . Motiv: Vogelsbergstraße 117: Stolpersteine für Familie Bauer, die Lage und das Haus Falls du dabei helfen möchtest, erklärt die Anleitung , wie das geht. BW                                        | Hier wohnte Adolf Bauer ...             | 7. Nov. 2018  |                           |
| Herrmann Bauer          | Vogelsbergstraße 117 | Bild gesucht Die Wikipedia wünscht sich an dieser Stelle ein Bild vom hier behandelten Ort. Falls du dabei helfen möchtest, erklärt die Anleitung , wie das geht. BW | Hier wohnte Herrmann Bauer ...          | 7. Nov. 2018  |                           |
| Willi Bauer             | Vogelsbergstraße 117 | Bild gesucht Die Wikipedia wünscht sich an dieser Stelle ein Bild vom hier behandelten Ort. Falls du dabei helfen möchtest, erklärt die Anleitung , wie das geht. BW | Hier wohnte Willi Bauer ...             | 7. Nov. 2018  |                           |
| Siegfried Fuld          | Vogelsbergstraße 154 | Bild gesucht Der Benutzer GeorgDerReisende ( Diskussion ) wünscht sich an dieser Stelle ein Bild vom Ort mit diesen Koordinaten 50.503171 9.125978 . Motiv: Vogelsbergstraße 154: Stolperstein für Siegfried Fuld, die Lage und das Haus Falls du dabei helfen möchtest, erklärt die Anleitung , wie das geht. BW                                        | Hier wohnte Siegfried Fuld ...          | 15. Aug. 2014 |                           |
| Rudolf Repp             | Vogelsbergstraße 138 | Bild gesucht Der Benutzer GeorgDerReisende ( Diskussion ) wünscht sich an dieser Stelle ein Bild vom Ort mit diesen Koordinaten 50.502482 9.124817 . Motiv: Vogelsbergstraße 138: Stolperstein für Rudolf Repp, die Lage und das Haus Falls du dabei helfen möchtest, erklärt die Anleitung , wie das geht. BW                                           | Hier wohnte Rudolf Repp ...             | 7. Nov. 2018  |                           |

## Einartshausen
| Name              | Adresse         | Bild | Inschrift                       | Verlegedatum | Biografie und Anmerkungen |
| ----------------- | --------------- | --- | ------------------------------- | ------------ | ------------------------- |
| Abraham Germann   | Höhenblick 5 ·  | Bild gesucht Der Benutzer GeorgDerReisende ( Diskussion ) wünscht sich an dieser Stelle ein Bild vom Ort mit diesen Koordinaten 50.503473 9.07207 . Motiv: Höhenblick 5: Stolperstein für Abraham Germann, die Lage und das Haus Falls du dabei helfen möchtest, erklärt die Anleitung , wie das geht. BW     | Hier wohnte Abraham Germann ... | 7. Nov. 2018 |                           |
| Familie Brodreich | In der Ecke 5 · | Bild gesucht Der Benutzer GeorgDerReisende ( Diskussion ) wünscht sich an dieser Stelle ein Bild vom Ort mit diesen Koordinaten 50.502089 9.07291 . Motiv: In der Ecke 5: Stolpersteine für Familie Brodreich, die Lage und das Haus Falls du dabei helfen möchtest, erklärt die Anleitung , wie das geht. BW |                                 | 7. Nov. 2018 |                           |
|                   | In der Ecke 5 · | Bild gesucht Die Wikipedia wünscht sich an dieser Stelle ein Bild vom hier behandelten Ort. Falls du dabei helfen möchtest, erklärt die Anleitung , wie das geht. BW |                                 | 7. Nov. 2018 |                           |
|                   | In der Ecke 5 · | Bild gesucht Die Wikipedia wünscht sich an dieser Stelle ein Bild vom hier behandelten Ort. Falls du dabei helfen möchtest, erklärt die Anleitung , wie das geht. BW |                                 | 7. Nov. 2018 |                           |
|                   | In der Ecke 5 · | Bild gesucht Die Wikipedia wünscht sich an dieser Stelle ein Bild vom hier behandelten Ort. Falls du dabei helfen möchtest, erklärt die Anleitung , wie das geht. BW |                                 | 7. Nov. 2018 |                           |
| Berta Konrad      | Röderstraße 8 · | Bild gesucht Der Benutzer GeorgDerReisende ( Diskussion ) wünscht sich an dieser Stelle ein Bild vom Ort mit diesen Koordinaten 50.502862 9.071589 . Motiv: Röderstraße 8: Stolperstein für Berta Konrad, die Lage und das Haus Falls du dabei helfen möchtest, erklärt die Anleitung , wie das geht. BW      | Hier wohnte Berta Konrad ...    | 7. Nov. 2018 |                           |

## Rainrod
| Name                   | Adresse                 | Bild | Inschrift | Verlegedatum | Biografie und Anmerkungen |
| ---------------------- | ----------------------- | --- | --- | ------------ | ------------------------- |
| Regine Lehmann         | Frankfurter Straße 25 · | Bild gesucht Der Benutzer GeorgDerReisende ( Diskussion ) wünscht sich an dieser Stelle ein Bild vom Ort mit diesen Koordinaten 50.470993 9.07616 . Motiv: Frankfurter Straße 25: Stolperstein für Familie Lehmann, die Lage und das Haus Falls du dabei helfen möchtest, erklärt die Anleitung , wie das geht. BW | Hier wohnte Regine Lehmann Jg. 1890 unfreiwillig verzogen Frankfurt M. gedemütigt/entrechtet Flucht in den Tod 9.3.1941    | 7. Nov. 2018 |                           |
| Betta Lehmann          | Frankfurter Straße 25 · | Bild gesucht Die Wikipedia wünscht sich an dieser Stelle ein Bild vom hier behandelten Ort. Falls du dabei helfen möchtest, erklärt die Anleitung , wie das geht. BW | Hier wohnte Betta Lehmann geb. Bärmann Jg. 1853 unfreiwillig verzogen Frankfurt M. gedemütigt/entrechtet Flucht in den Tod | 7. Nov. 2018 |                           |
| Selma Lehmann          | Frankfurter Straße 25 · | Bild gesucht Die Wikipedia wünscht sich an dieser Stelle ein Bild vom hier behandelten Ort. Falls du dabei helfen möchtest, erklärt die Anleitung , wie das geht. BW | Hier wohnte Selma Lehmann Jg. 1892 unfreiwillig verzogen Frankfurt M. ...                                                  | 7. Nov. 2018 |                           |
| Heinrich Joseph Winnen | Mühlstraße 5 ·          | Bild gesucht Der Benutzer GeorgDerReisende ( Diskussion ) wünscht sich an dieser Stelle ein Bild vom Ort mit diesen Koordinaten 50.474225 9.082791 . Motiv: Mühlstraße 5: Stolpersteine für Familie Winnen, die Lage und das Haus Falls du dabei helfen möchtest, erklärt die Anleitung , wie das geht. BW         | Hier wohnte Heinrich Joseph Winnen Jg. 1888 unfreiwillig verzogen Baden-Baden mit Hilfe überlebt                           | 7. Nov. 2018 |                           |
| Sophie Winnen          | Mühlstraße 5 ·          | Bild gesucht Die Wikipedia wünscht sich an dieser Stelle ein Bild vom hier behandelten Ort. Falls du dabei helfen möchtest, erklärt die Anleitung , wie das geht. BW | Hier wohnte Sophie Winnen geb. Jeidel Jg. 1888 unfreiwillig verzogen Baden-Baden gedemütigt/entrechtet tot 19.9.1941       | 7. Nov. 2018 |                           |
| Curt Toni Winnen       | Mühlstraße 5 ·          | Bild gesucht Die Wikipedia wünscht sich an dieser Stelle ein Bild vom hier behandelten Ort. Falls du dabei helfen möchtest, erklärt die Anleitung , wie das geht. BW | Hier wohnte Curt Toni Winnen Jg. 1924 unfreiwillig verzogen Sinzheim mit Hilfe überlebt                                    | 7. Nov. 2018 |                           |
| Klara Winnen           | Mühlstraße 5 ·          | Bild gesucht Die Wikipedia wünscht sich an dieser Stelle ein Bild vom hier behandelten Ort. Falls du dabei helfen möchtest, erklärt die Anleitung , wie das geht. BW | Hier wohnte Klara Winnen Jg. 1926 unfreiwillig verzogen Baden-Baden mit Hilfe überlebt                                     | 7. Nov. 2018 |                           |
| Rudolf Edelmann        | Bornwiesenstraße 7 ·    | Bild gesucht Der Benutzer GeorgDerReisende ( Diskussion ) wünscht sich an dieser Stelle ein Bild vom Ort mit diesen Koordinaten 50.472328 9.080655 . Motiv: Bornwiesenstraße 7: Stolperstein für Rudolf Edelmann, die Lage und das Haus Falls du dabei helfen möchtest, erklärt die Anleitung , wie das geht. BW   | Hier wohnte Rudolf Edelmann Jg. 1920 denunziert verhaftet 2.5.1943 Dachau ermordet 31.12.1944 Neuengamme                   | 7. Nov. 2018 |                           |